# De miel et de sang
Pour plus de détails, voir Fiche technique et Distribution.
De miel et de sang est un téléfilm français réalisé par Lou Jeunet d'après un scénario de Marc Eisenchteter et Thomas Luntz, et diffusé pour la première fois en France le 1er octobre 2022 sur France 3.
Ce drame policier est une coproduction de K'ien Productions et France Télévisions réalisée avec la participation de la Radio télévision suisse (RTS) et de TV5 Monde.

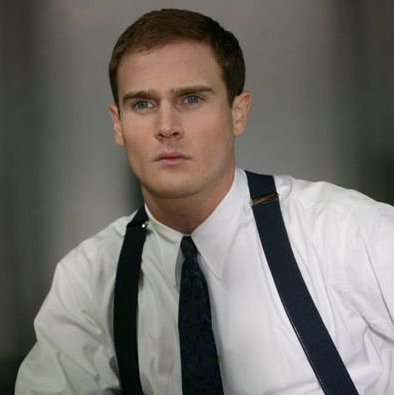
Nicolas Gob.

## Synopsis
Le capitaine de gendarmerie Fred Carrel, de l'Office Central de Lutte contre les Atteintes à l'Environnement et à la Santé Publique (l'OCLAESP à Bordeaux), revient dans sa ville natale de Saint-Ambroise en Provence, qu'il a quittée après le terrible accident de car qui, en 2004, a tué 17 jeunes de l'équipe de football locale : seul joueur ayant survécu à l'accident, Fred avait été sauvé par le coach Antoine Bernier,,.
Devenue lieutenante et cheffe de la gendarmerie locale, Sara Becker, dont le frère aîné est mort dans l'accident il y a 17 ans, lui demande son aide pour enquêter sur la mort d'Antoine Bernier, tué par un essaim d'abeilles,.
Sara ne croit pas à une mort accidentelle car Bernier, qui se savait allergique aux piqûres d'abeilles, a été retrouvé couché nu, agrippé à son sac où il cherchait en vain son stylo injecteur d'adrénaline, qui n'a été retrouvé ni dans son sac ni chez lui.

## Fiche technique
Sauf indication contraire, les informations mentionnées dans cette section peuvent être confirmées par la base de données cinématographiques Allociné,  présente dans la section « Liens externes ».
- Titre français : De miel et de sang
- Réalisation : Lou Jeunet
- Scénario : Marc Eisenchteter et Thomas Luntz
- Musique : Olivier Marguerit, Jérôme Laperruque et Mathieu Geghre
- Décors : Denis Bourgier
- Costumes : Hortense Franc
- Photographie : Simon Roca
- Montage : Samuel Mortain
- Production : David Kodsi et Julien Rouch
- Sociétés de production : K'ien Productions et France Télévisions
- Pays de production :  France
- Langue originale : français
- Format : couleur
- Genre : Drame policier
- Durée : 90 minutes
- Dates de première diffusion :
  - France : 1er octobre 2022 sur France 3[5],[6]

## Distribution
- Nicolas Gob : capitaine Fred Carrel
- Léa François : lieutenante Sara Becker, de la gendarmerie de Saint-Ambroise
- Eva Darlan : Géraldine Portal, l'ancienne maire de Saint-Ambroise
- Selma Kouchy : Anaïs Portal, belle-fille de Géraldine et apicultrice
- Sarah Saïdi : Louise Portal, la fille d'Anaïs
- Fabien Baïardi : Antoine Bernier, l'ancien coach
- Kim Higelin : Christie Bernier, la fille d'Antoine
- Baptiste Perais : Bastien, le copain de Louise

## Production

### Genèse et développement
Le scénario est de la main de Marc Eisenchteter et Thomas Luntz, et la réalisation est assurée par Lou Jeunet.
La production est assurée par David Kodsi et Julien Rouch pour K'ien Productions, et la musique est de la main d'Olivier Marguerit, Jerôme Laperruque et Mathieu Geghre.

### Attribution des rôles
Interrogée par le magazine Télé-Loisirs, l'actrice Léa François explique : « Le projet m'a notamment attirée parce que le milieu de l'apiculture n'est pas souvent évoqué en fiction. J'ai trouvé l'enquête super, mais aussi l'histoire sous-jacente entre Sara et Fred, leur passé, l'accident de bus et le mystère autour. On sent dès le départ plein de non-dits entre eux […] J'étais très contente de jouer une lieutenante pour la première fois. J'ai d'abord essayé de comprendre et d'appréhender ce qu'impliquait le fait d'incarner une telle fonction. Sara est jeune, mais elle est déjà à la tête de la gendarmerie de sa ville de Provence, donc elle a un statut à tenir. J'ai mis un peu de temps à chercher et trouver l'autorité naturelle de mon personnage. ».

### Tournage
Le tournage se déroule du 17 novembre au 15 décembre 2021 dans le département français des Bouches-du-Rhône en région Provence-Alpes-Côte d'Azur, entre autres à Aubagne et à Gémenos, notamment du côté de la route de l'Espigoulier,,.
Au sujet des abeilles sur le lieu du tournage, l'actrice Léa François révèle au magazine Télé-Loisirs : « Ils ont tourné en partie avec de vraies abeilles. Nicolas Gob, qui a joué dans une séquence en tenue de protection d'apiculteur, m'a dit qu'il avait été impressionné par le bruit qu'elles faisaient autour de leur ruche. Mais il y a aussi eu un gros travail en post-production sur les abeilles »,,.

## Accueil

### Diffusions et audience
En France, le téléfilm, diffusé le 1er octobre 2022 sur France 3, est regardé par 4 768 000 téléspectateurs et se classe 1er avec 24,6% de l'ensemble du public.
Rediffusé le 27 janvier 2024 sur France 3, il tient en haleine 4 110 000 téléspectateurs et se classe à nouveau en tête des audiences de la soirée.

### Accueil critique
Allociné réserve un accueil très positif au téléfilm : « Le scénario de ce téléfilm de 90 minutes parvient à nous surprendre grâce à une écriture ingénieuse, qui brouille sans difficulté les pistes. Tous les protagonistes sont suspects. Ils ont tous un mobile. Mais seul l'un d'entre eux est le coupable […] À travers cette enquête complexe mêlant passé et présent, Marc Eisenchteter et Thomas Luntz, les deux scénaristes, nous offrent une réflexion ingénieuse sur le poids des secrets mais aussi sur le lourd héritage du passé […] Du côté du casting, Léa François, qui nous prouve encore une fois qu'elle sait s'affranchir de l'étiquette Plus belle la vie, et Nicolas Gob, habitué aux rôles de policier, forment un duo qui fonctionne et qui nous donne envie d'en voir plus. Si ses prises de vue sont parfois déstabilisantes, De miel et de sang reste une fiction moderne et jeune, grâce, notamment à son montage dynamique, qui parvient à nous tenir en haleine pendant 90 minutes. La bonne surprise de ce début de la rentrée ! ».
Pour Claire Lavarenne, du magazine Télé-Loisirs, « Cette enquête de facture classique nous emmène dans les coulisses d'un monde peu connu et passionnant, celui de l'apiculture  […] La relation entre Fred et Sara, pleine de délicatesse et de retenue, ne cesse de se nourrir des allers-retours entre le passé et le présent, et évolue joliment ».